# Evangelische Stiftung Pflege Schönau

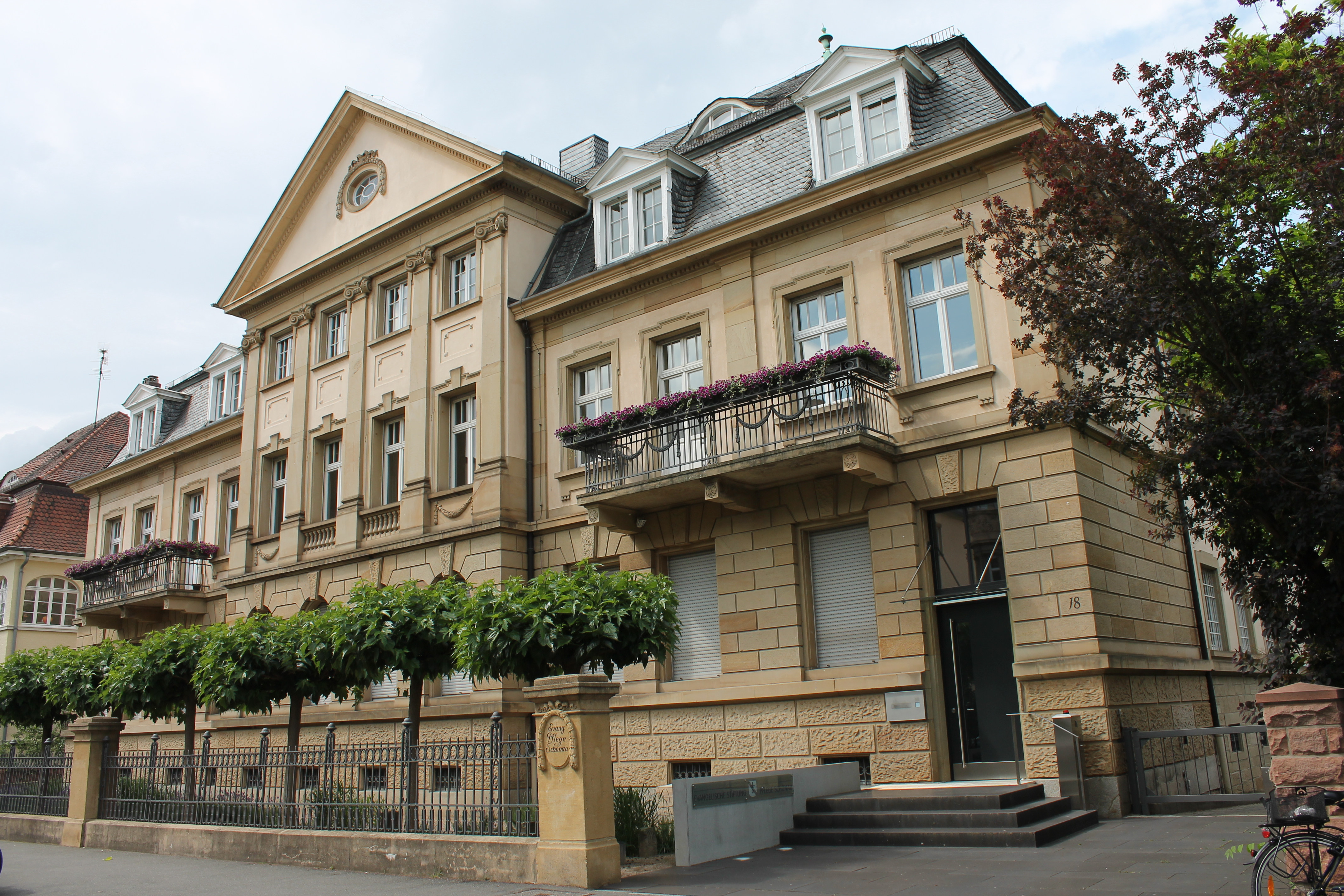
Sitz der Stiftung in Heidelberg

Die Evangelische Stiftung Pflege Schönau (ESPS) und die kleinere Evangelische Pfarrpfründestiftung in Baden (EPSB) haben zum 1. Januar 2023 fusioniert. Der neue Namen lautet Stiftung Schönau. Damit wird die bisherige Dachmarke zum offiziellen Namen der Stiftung.
Die Evangelische Stiftung Pflege Schönau war eine kirchliche Stiftung des öffentlichen Rechts mit Sitz in Heidelberg. Sie war Rechtsnachfolgerin des „Unterländer Evangelischen Kirchenfonds“, der auf die 1560 eingerichtete Verwaltung der Besitztümer des 1558 aufgehobenen Klosters Schönau zurückging. Das ursprüngliche Stiftungsvermögen stammt aus dem ehemaligen Zisterzienserkloster in Schönau bei Heidelberg.
Ihre Aufgabe war die Bauunterhaltung von 85 Kirchen und 41 Pfarrhäusern auf dem Gebiet der Evangelischen Landeskirche in Baden. Die Pflege Schönau  („Pflege“ ist hier im Sinne einer zivilrechtlichen Pflegschaft resp. einer administrativen Pflege gebraucht) verwaltete und vertrat daneben die Evangelische Pfarrpfründestiftung Baden, ehemals „Evangelische Zentralpfarrkasse“, die 40 bis 45 badische Pfarrstellen finanziert hat. Vorstand der Stiftung war Ingo Strugalla, daneben existierte ein Stiftungsrat.
Ab Oktober 2020 traten die Evangelische Stiftung Pflege Schönau und die Evangelische Pfarrpfründestiftung Baden gemeinsam unter der Dachmarke Stiftung Schönau auf. Insbesondere die Bedeutung der Wörter „Pflege“ und „Pfarrpfründe“ sind nach Auffassung der Stiftungen im heutigen Sprachgebrauch missverständlich. Mit diesen Namensbestandteilen verbinde niemand die Kernkompetenz der Stiftung: die professionelle Vermögensverwaltung ohne karitativen Auftrag. 

## Aufgaben
Zweck der Stiftung Schönau war es, kirchliches Bauen und Pfarrstellen zu finanzieren. Darüber hinaus stellte die Stiftung weitere finanzielle Mittel für den Haushalt der Landeskirche bereit.

## Entstehung

### Unterländer Evangelischer Kirchenfonds
Kurfürst Ottheinrich führte in der Kurpfalz die Reformation ein und bestimmte testamentarisch, dass die Einkünfte aus Kirchenvermögen nur zu kirchlichen Zwecken verwendet werden dürfe. Als sein Nachfolger Kurfürst Friedrich III. 1560 endgültig alle Klöster aufhob, setzte er deshalb einen Pfleger über das Vermögen des Klosters Schönau ein, der aus den Erträgen die Unterhaltung bestimmter Kirchen und Pfarrhäuser zu bestreiten hatte. Unter wechselnden Bezeichnungen und Leitungsstrukturen entstand so eine eigene kirchliche, über lange Zeit aber konfessionsübergreifende Vermögensverwaltung.
1697 und 1803 musste die Pflege Schönau im linksrheinischen Gebiet starke Vermögensverluste hinnehmen. 1803 wurde die Aufteilung des kurpfälzischen Kirchenvermögens auf Katholiken und Protestanten abgeschlossen, wobei der Besitz des ehemaligen Klosters Schönau den Reformierten zugeschlagen wurde. 1821 brachten sie diesen „Unterländer Evangelischen Kirchenfonds“ in die neu gegründete, unierte Evangelische Landeskirche in Baden ein. Dort wurde der Pflege Schönau zusätzlich das Vermögen der Evangelischen Kirchenschaffnei Rheinbischofsheim und der Evangelischen Stiftschaffnei Lahr unterstellt. Auch dieses Vermögen ist mit Baupflichten belastet.

### Evangelische Zentralpfarrkasse
1881 wurde die kirchliche Anstalt des öffentlichen Rechts „Evangelische Zentralpfarrkasse“ gegründet. In ihr wurde das Pfründevermögen von 475 evangelischen Pfarreien zusammengefasst, also von örtlichem Kirchengut, das der Besoldung des jeweiligen Pfarrers gewidmet ist. Die Verwaltung der Anstalt wurde der Pflege Schönau übertragen.

## Evangelische Stiftung Pflege Schönau
Am 1. Juli 2003 wurden der „Unterländer Evangelische Kirchenfonds“ und die „Evangelische Zentralpfarrkasse“ zu rechtlich selbständigen Stiftungen. Seitdem tragen sie den Namen „Evangelische Stiftung Pflege Schönau“ bzw. „Evangelische Pfarrpfründestiftung Baden“. Die Stiftung verfügte über Außenstellen in Freiburg und Mosbach.  

## Stiftung Schönau
Zum 1. Januar fusionierte die „Stiftung Schönau“ mit der „Evangelischen Pfarrpfründestiftung Baden“ zur Stiftung Schönau, die rechtliche Nachfolgerin der beiden bisherigen Stiftungen ist.

## Vermögen
Gemäß dem Bundesverband Deutscher Stiftungen hatte die Evangelische Stiftung Pflege Schönau mit 840 Millionen Euro 2018 das größte Eigenkapital aller deutschen Stiftungen öffentlichen Rechts. Die beiden Stiftungen haben zusammen 14.000 ha Grundbesitz, darunter große Waldflächen wie etwa das gemeindefreie Gebiet Michelbuch bei Neckarsteinach. Etwa 90 Arbeitnehmer sind bei ihr beschäftigt. Die Pflege Schönau ist der größte Erbbaurechtsgeber Deutschlands.

## Bedeutung
Während in vielen anderen Gebieten das Kirchenvermögen säkularisiert wurde, gliederte man es in der Kurpfalz nie ganz dem Staat ein. So gelangte das kirchliche Vermögen zur Kirche zurück und es treffen die auf dem Vermögen lastenden Bau- und Besoldungspflichten heute nicht den Staat, wodurch Staatsleistungen in erheblicher Höhe entstanden wären.
Für die Evangelische Landeskirche in Baden und die örtlichen Kirchengemeinden ist der Bauunterhalt durch die Stiftung Schönau als Rechtsnachfolgerin der Evangelischen Stiftung Pflege Schönau eine erhebliche Hilfe. Die Zusammenfassung des Pfründenvermögens in der Pfarrpfründestiftung ermöglichte eine effektive Vermögensverwaltung und entlastete durch ihre Erträge den kirchlichen Personalhaushalt.